# Kratovo (Macédoine du Nord)
Pour les articles homonymes, voir Kratovo.
Kratovo (en macédonien : Кратово, prononcé [ˈkratɔvɔ] ) est une municipalité et une ville du nord-est de la Macédoine du Nord. La municipalité comptait 7 545 habitants en 2021 et s'étend sur 375,44 km2. La ville en elle-même comptait alors 5 791 habitants, le reste de la population étant réparti dans les villages alentour.
Kratovo est célèbre pour son caractère pittoresque et sa petite ville en partie médiévale. Elle est située à 600 mètres d'altitude, au pied du massif de l'Osogovo, et elle est construite dans le cratère d'un ancien volcan.
Son territoire est limitrophe de ceux des communes de Staro Nagoritchané, Kriva Palanka, Kotchani, Koumanovo et Probichtip.

## Géographie
Le territoire de la municipalité de Kratovo possède une forme allongée et orientée sur un axe est-ouest. Son extrémité orientale se trouve sur le massif de l'Osogovo, tandis que, vers l'ouest, le terrain s'abaisse et s'approche de la vallée du Žegligovo. Kratovo possède une altitude moyenne de 1 000 mètres. Les terres les plus basses sont utilisées pour l'agriculture, tandis que les montagnes sont couvertes de forêts ; ces dernières représentent 34 % de la superficie totale de la municipalité. La ville de Kratovo en elle-même se trouve au pied des montagnes, dans les restes du cratère d'un volcan éteint. La municipalité est traversée par plusieurs cours d'eau, le plus important est la Kriva. Kratovo connaît un climat continental modéré ainsi qu'un climat montagnard sur ses sommets.

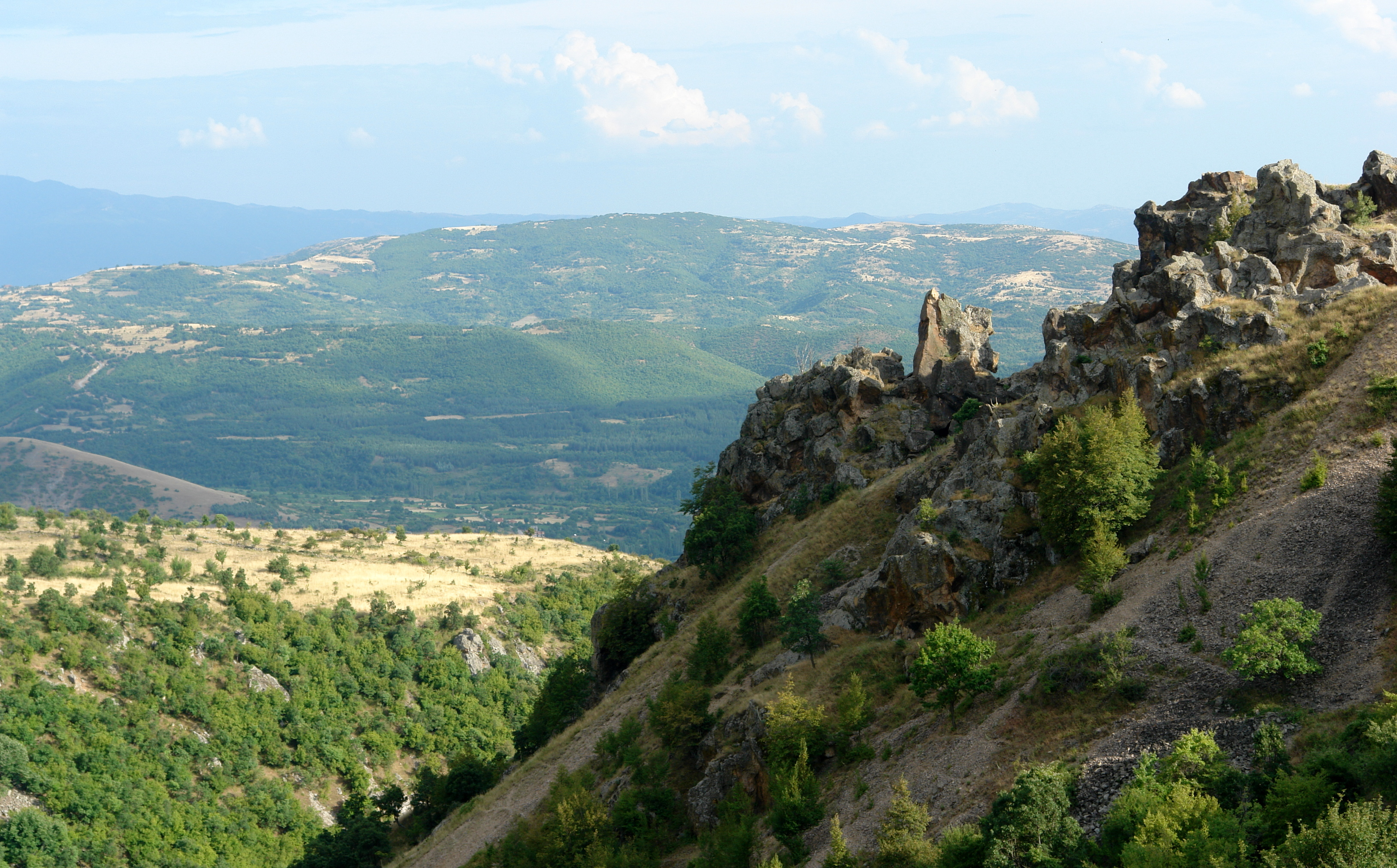
Paysage de la municipalité.

## Localités de la municipalité de Kratovo
En plus de la ville de Kratovo, la municipalité de Kratovo compte 30 localités :
- Blizantsi
- Vakouf
- Gorno Kratovo
- Dimontsé
- Emiritsa
- Jeleznitsa
- Jivalevo
- Kavrak
- Ketenovo
- Knejevo
- Koykovo
- Konyouh
- Krilatitsa
- Kouklitsa
- Kounovo
- Loukovo
- Mouchkovo
- Nejilovo
- Pendak
- Prikovtsi
- Sekoulitsa
- Stratsin
- Talachmantsé
- Tatomir
- Topoloviḱ
- Trnovats
- Touralevo
- Filipovtsi
- Chlegovo
- Chopsko Roudaré

## Histoire
Sous la domination serbe, au XIIIe siècle, des mineurs s'installent sur le site de Kratovo, riche en fer. L'impulsion fut probablement donnée par des Saxons ou par des Flamands, qui connaissaient bien le travail du métal. La ville est visitée par le sultan turc Murad Ier alors qu'il tentait une expédition armée au Kosovo.
En 1689, lors de la Guerre austro-turque, la ville fut entièrement détruite, mais se releva rapidement.
L'exploitation des mines se poursuit jusqu'à la fin du XIXe siècle, lorsque l'activité économique de la ville faiblit fortement et que les mines, épuisées, sont fermées. En 1836, selon le voyageur Ami Boué, la ville de Kratovo comptait environ 56 000 habitants. En 2021, elle n'en comptait plus que 7 545.

## Administration
La commune est administrée par un conseil municipal élu au suffrage universel tous les quatre ans. Il adopte les plans d'urbanisme, accorde les permis de construire, planifie le développement économique local, protège l'environnement, prend des initiatives culturelles et supervise l'enseignement primaire. Il compte 15 conseillers municipaux.
Le pouvoir exécutif est détenu par le maire, lui aussi élu au suffrage universel. Depuis 2021, le maire de Kratovo est Todorče Nikolovski, membre de VMRO-DPMNE.

## Démographie
Lors du recensement de 2002, la municipalité comptait :
- Macédoniens : 10 231 (97,99 %)
- Roms : 151 (1,45 %)
- Serbes : 33 (0,32 %)
- Turcs : 8 (0,08 %)
- Valaques : 1 (0,01 %)
- Autres : 17 (0,16 %)

La ville seule comptait quant à elle :
- Macédoniens : 6 724
- Roms : 151
- Serbes : 27
- Turcs : 8
- Valaques : 1
- Autres : 13

## Lieux et monuments
Les principales curiosités de la ville, ancien centre minier, sont les douze tours, encore visibles de nos jours et qui servaient probablement de moyen de défense et les vieux ponts. Les constructions actuelles datent principalement du XIXe siècle. De nombreux chantiers de restauration s'activent dans le périmètre historique. Dans les environs se trouvent notamment les cheminées de fée de Kouklitsa et le site préhistorique de Cocev Kamen.

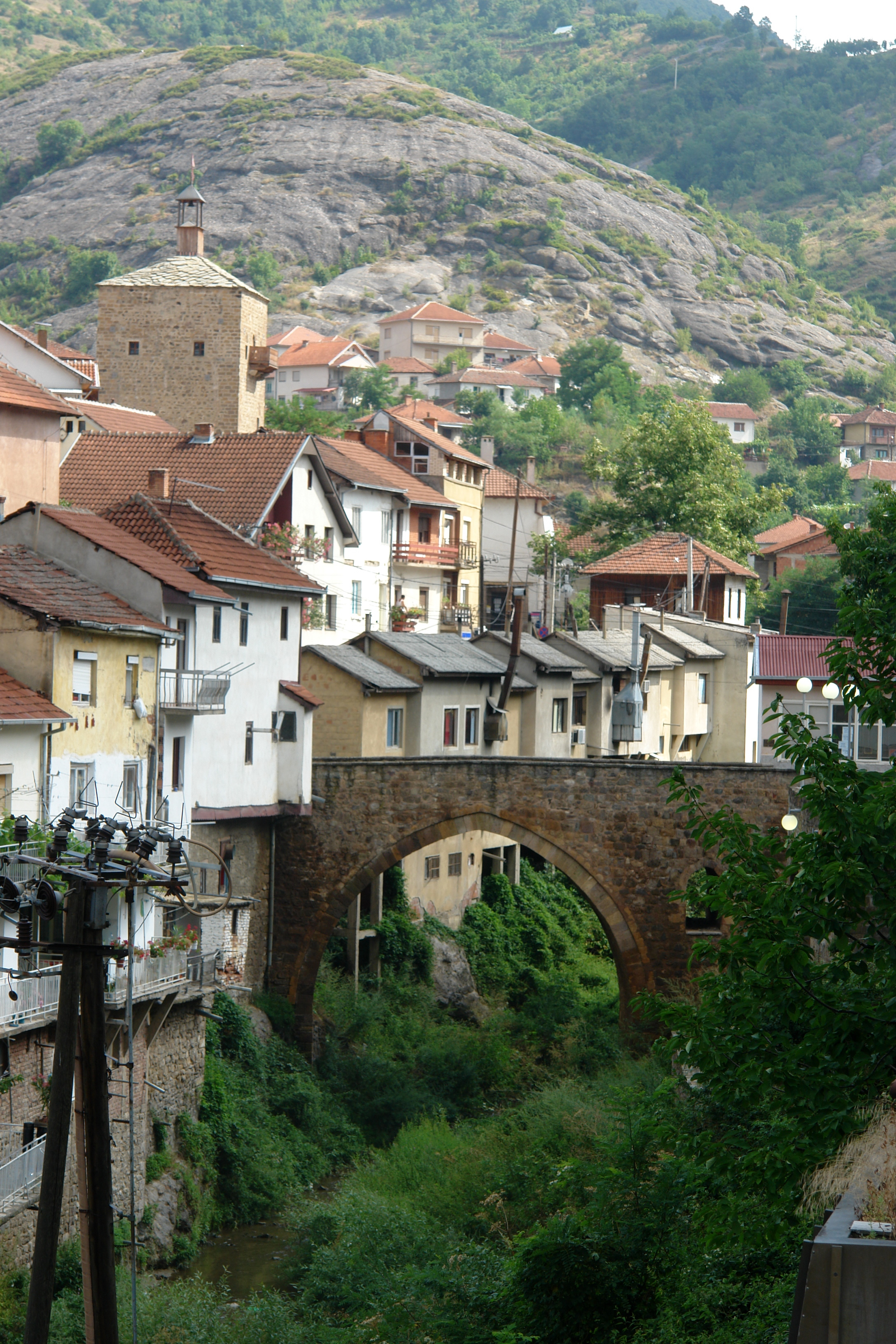
Un pont dans le centre, avec la tour de l'horloge le surplombant.
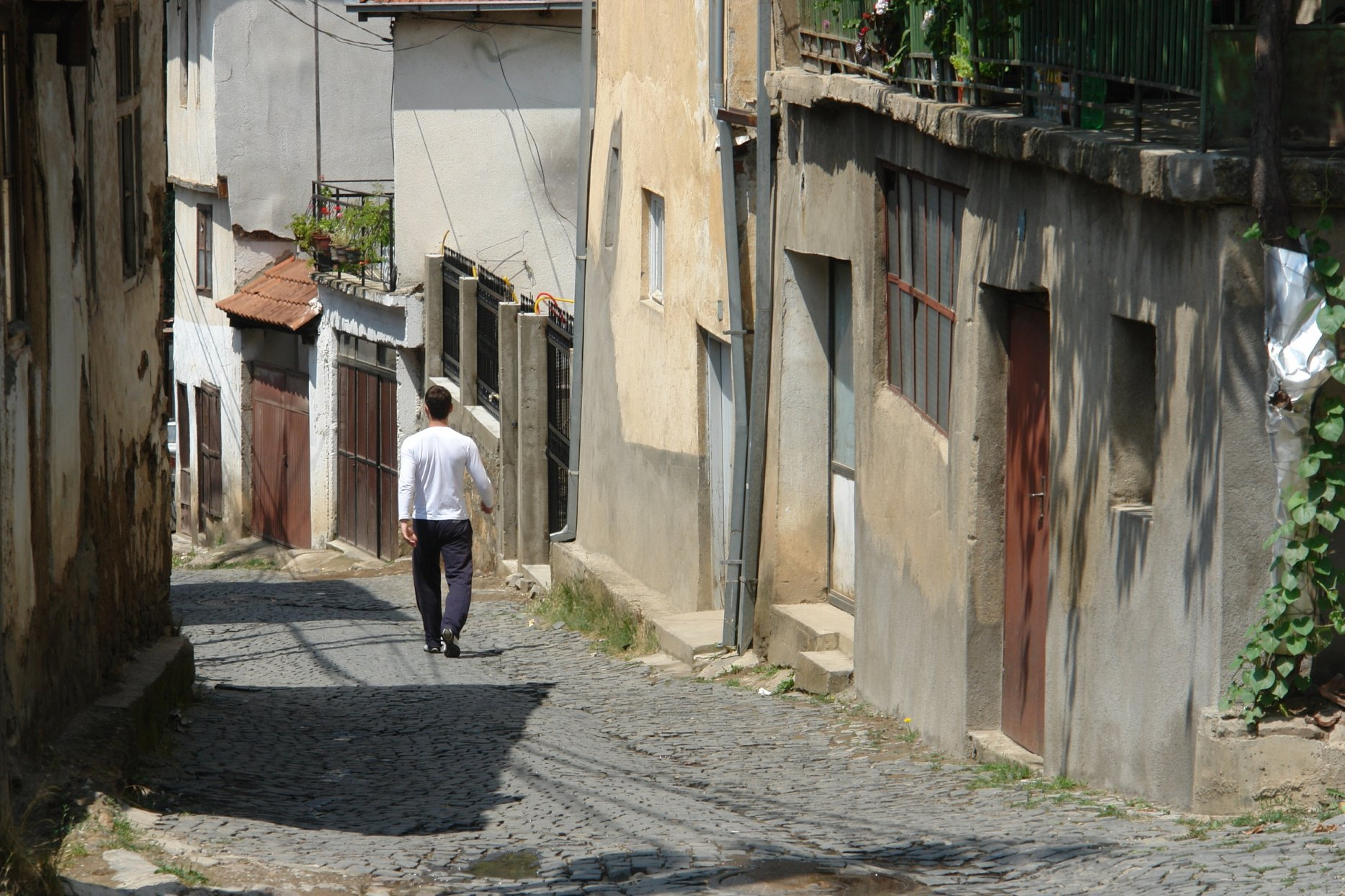
Vieille rue.
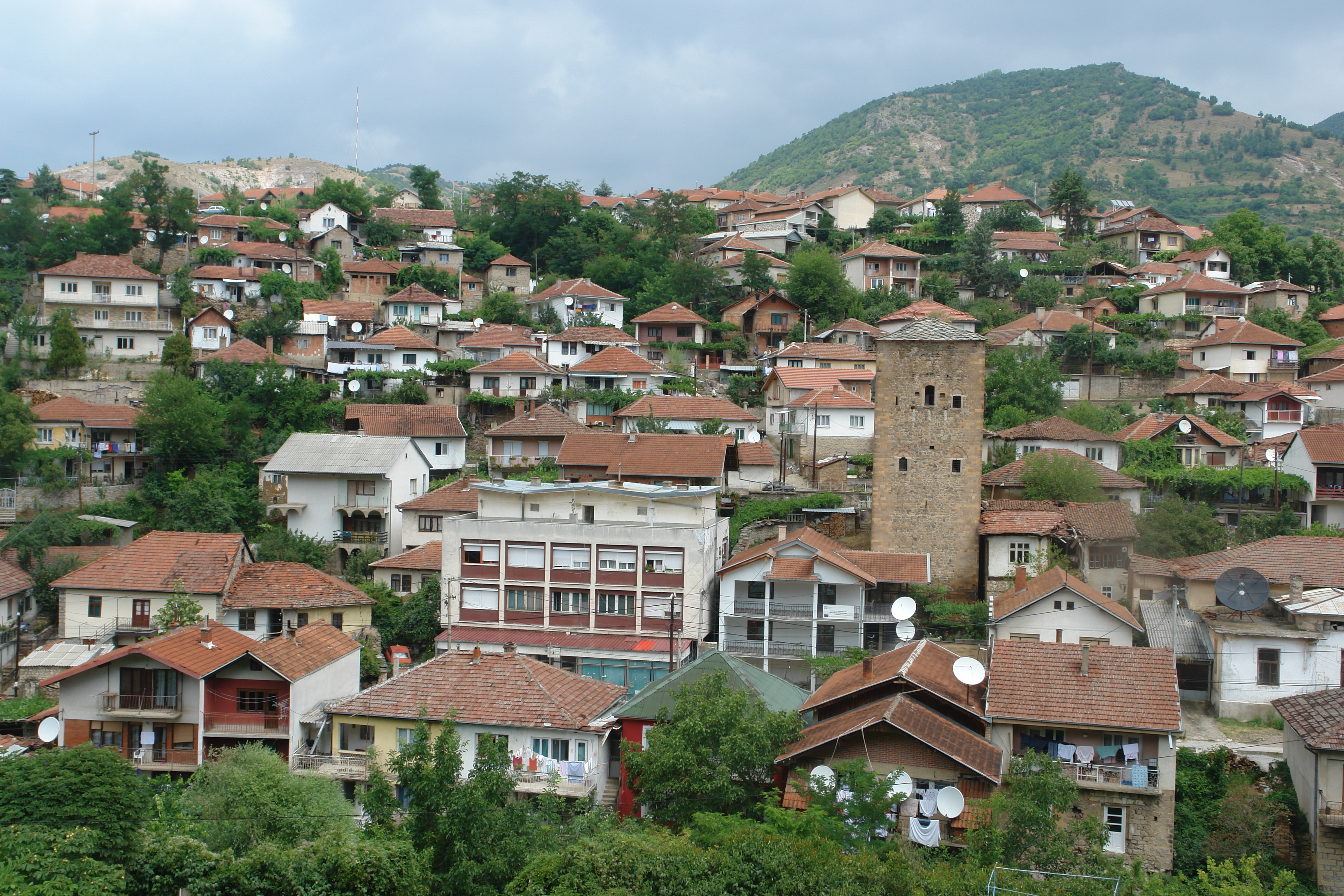
Les toits de la vieille-ville avec la tour Simikj.
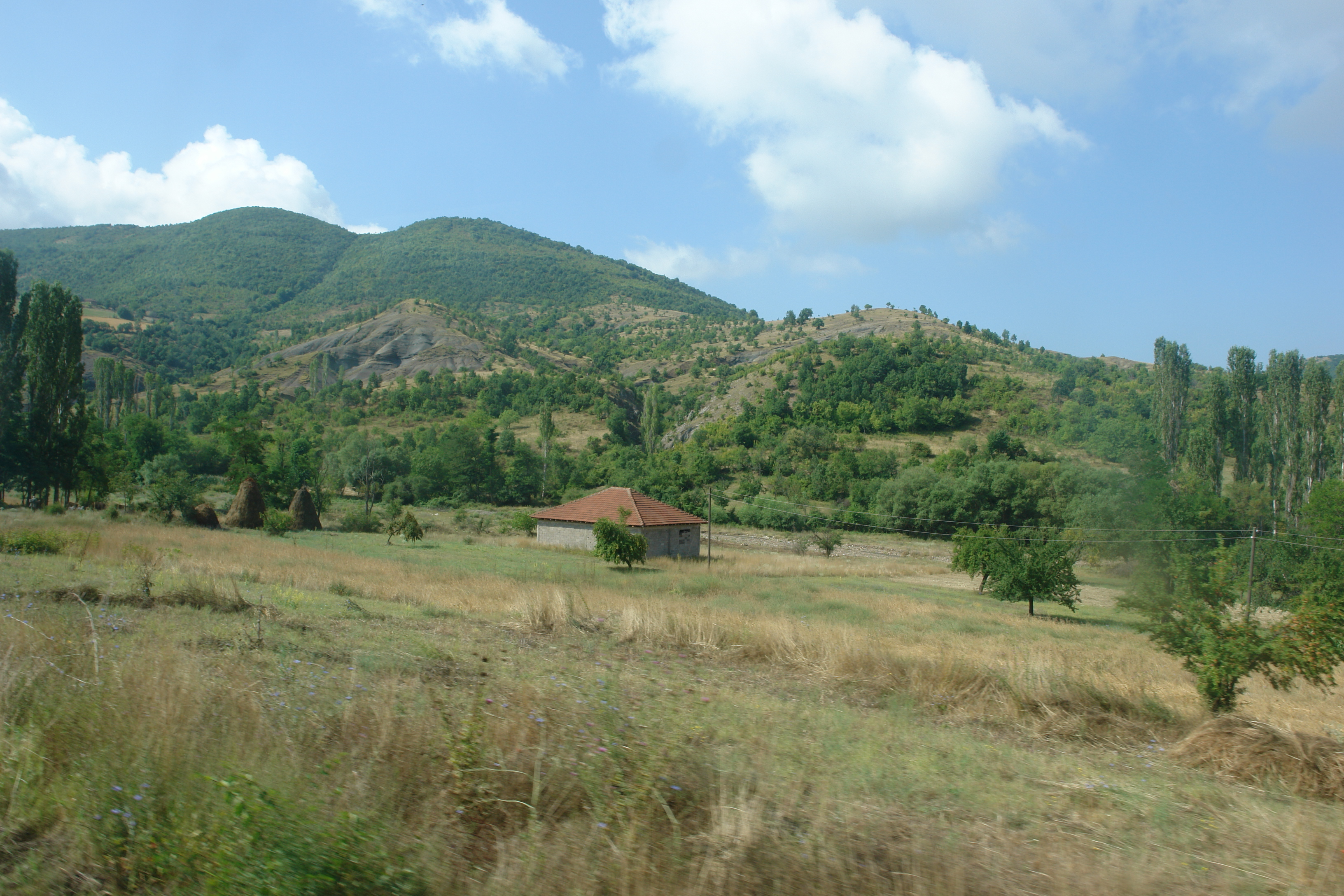
Paysage des environs.